# Jakanahalli, Holenarsipur
Jakanahalli là một làng thuộc tehsil Holenarsipur, huyện Hassan, bang Karnataka, Ấn Độ.